# ベル-エバンス-ポランニー則
物理化学において、ベル-エバンス-ポランニー則 (ベル-エバンス-ポランニーそく、英: Bell-Evans–Polanyi principle)とは、同種類の異なる2つの反応の活性化エネルギー差が反応エンタルピー差に比例するという関係のこと。
エバンス-ポランニー則 (英: Evans–Polanyi principle)、ブレンステッド-エバンス-ポランニー則 (英: Brønsted–Evans–Polanyi principle) とも。また頭文字をとってBEP則とも。

## 概要
エバンス-ポランニー則の関係式は以下の通りである。
{\displaystyle E_{a}=E_{0}+\alpha \Delta H}
- {\displaystyle E_{a}}: 同種類の参照となる反応の活性化エネルギー
- {\displaystyle \Delta H}: 反応エンタルピー（英語版）の差
- {\displaystyle \alpha }: 反応座標上の遷移状態の位置を特徴づけるパラメータ ({\displaystyle 0\leq \alpha \leq 1})

エバンス-ポランニーのモデルは、同種の反応について活性化エネルギーを効果的に推算できる自由エネルギー関係の一つである。活性化エネルギーが分かればアレニウスの式を適用して反応速度定数を算出できる。
エバンス-ポランニーのモデルでは、アレニウスの式における頻度因子および反応座標上の遷移状態の位置が、全ての類似反応において不変であると仮定している。

## 導出
ベル-エバンス-ポランニー則は、ブレンステッドの触媒法則により表された見かけ上の活性化エネルギーと自由エネルギーの線型関係を説明するために、ロナルド・パーシー・ベルと、メレディス・グウィン・エバンスおよびマイケル・ポランニーによってそれぞれ独立に開発された。
このブレンステッドの触媒法則は1924年にヨハンス・ブレンステッドにより発表されていた。
以下のような反応を考える。
{\displaystyle \mathrm {AB} +\mathrm {C} \rightarrow \mathrm {A} +\mathrm {BC} }
反応系には、AB間の距離{\displaystyle r_{AB}}とBC間の距離{\displaystyle r_{BC}}の2つの自由度があるとする。
AC間の距離は次式のように一定であると仮定する。
{\displaystyle r_{AB}+r_{BC}=\mathrm {const.} }
AB結合が伸びていくと、系のエネルギーは遷移状態に至るまで増加していき、AB結合が切れる。
そして、BC間に結合が形成されるにつれ、エネルギーが下がっていく。
エバンスとポランニーは、反応物、遷移状態、生成物の関係を表す2つのエネルギー関数を、遷移状態で交差する2つの直線 (各々{\displaystyle m_{1}}、{\displaystyle m_{2}}の傾きを持つ) によって近似した。
AB分子のエネルギーは、結合長{\displaystyle r(\equiv r_{AB})}の関数として次のように与えられる。
遷移状態において、{\displaystyle r=r^{\ddagger }}、 {\displaystyle E=E_{a}}を満たすことから、
を得る。これを変形して、
となる。
BC分子についても同様に
となる。
反応全体のエンタルピー変化{\displaystyle \Delta H}は
と表せる。
式(3)を式(5)へ代入して整理すると最終的に
を得る。
式(6)中の係数は上述のエバンス-ポランニー式における共通のパラメータ{\displaystyle \alpha }に押し込めることができる。